# Municipio de Brown (condado de Knox)
El municipio de Brown (en inglés: Brown Township) es un municipio ubicado en el condado de Knox en el estado estadounidense de Ohio. En el año 2010 tenía una población de 1862 habitantes y una densidad poblacional de 23,98 personas por km².

## Geografía
El municipio de Brown se encuentra ubicado en las coordenadas 40°30′24″N 82°19′7″O / 40.50667, -82.31861. Según la Oficina del Censo de los Estados Unidos, el municipio tiene una superficie total de 77.65 km², de la cual 77,52 km² corresponden a tierra firme y (0,17 %) 0,13 km² es agua.

## Demografía
Según el censo de 2010, había 1862 personas residiendo en el municipio de Brown. La densidad de población era de 23,98 hab./km². De los 1862 habitantes, el municipio de Brown estaba compuesto por el 97,96 % blancos, el 0,16 % eran afroamericanos, el 0,75 % eran asiáticos, el 0,05 % eran isleños del Pacífico, el 0,38 % eran de otras razas y el 0,7 % eran de una mezcla de razas. Del total de la población el 1,18 % eran hispanos o latinos de cualquier raza.